# Escapardenne Eisleck Trail

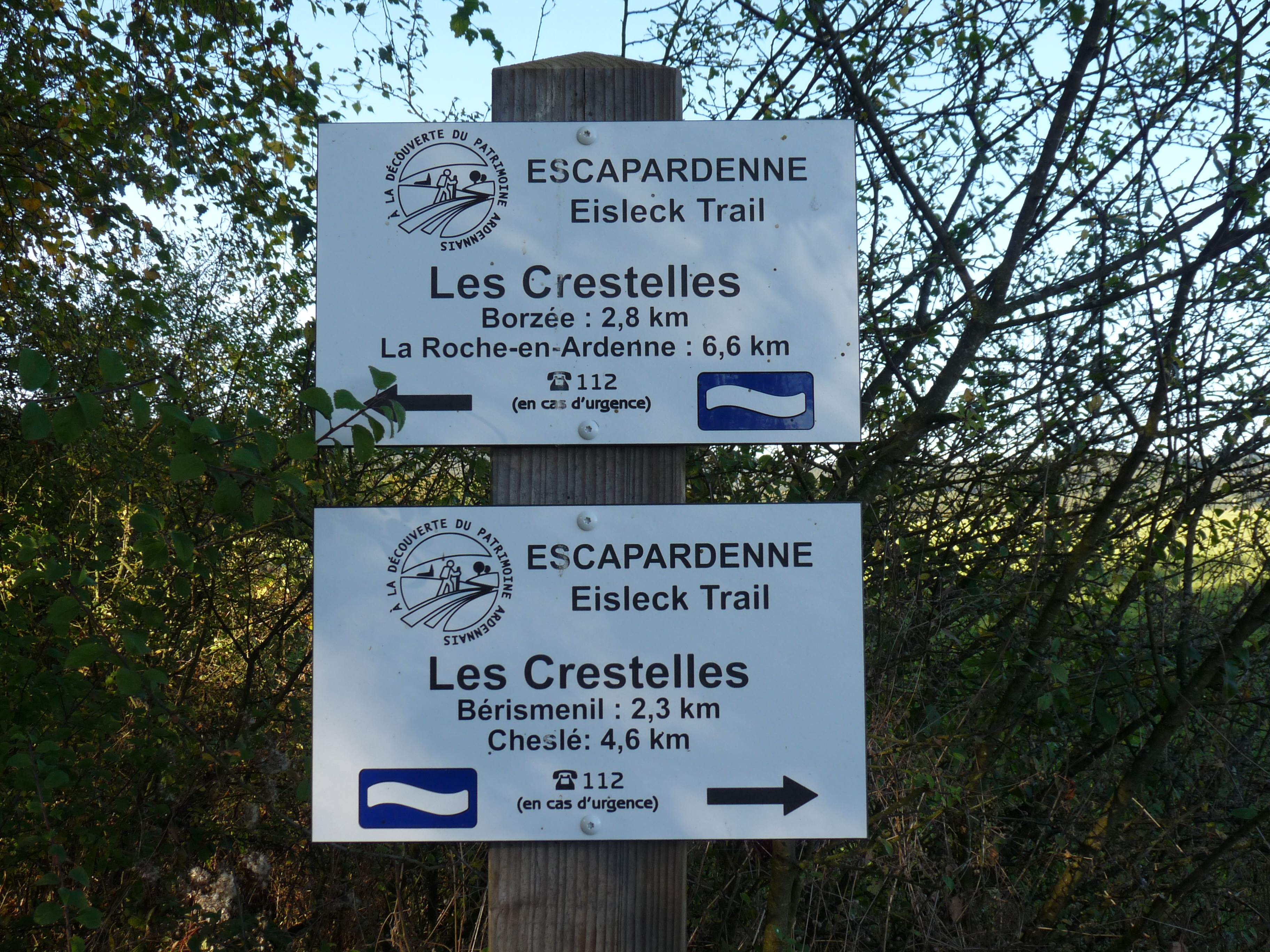
Escapardenne Trail

De Escapardenne Eisleck Trail is een langeafstandswandelpad in de Ardennen in België en Luxemburg (Eislek). De Escapardenne Eisleck Trail loopt over 106 kilometer van Kautenbach naar La Roche-en-Ardenne. Het pad is bewegwijzerd met een blauwe rechthoek met daarop een wit golfje. Het pad sluit aan op de Escapardenne Lee Trail.